# Wrestling Ernest Hemingway
Wrestling Ernest Hemingway (titulada en castellano Vaya par de amigos en España y Recordando a Hemingway en Hispanoamérica) es un drama protagonizado por Robert Duvall, Richard Harris y Shirley MacLaine. Estrenado el 17 de diciembre de 1993 en Estados Unidos. Dirigida por Randa Haines.

## Argumento
Dos solitarios ancianos llamados Frank (Richard Harris) que un rudo irlandés excapitán de marina y Walter (Robert Duvall) un peluquero de origen cubano ya retirado, se conocen en un parque de Florida. A partir de ese momento empiezan a mantener largas conversaciones en las que comartiran sus recuerdos, ideales y pensamientos de su ya lejana juventud. Aunque ambos parecen tener muy pocas cosas en común, hay algo que les une irremediablemente: el miedo a la soledad, la vejez y a la muerte. 
Su inicialmente bonita amistad se rompe cuando Frank acosa a la amiga de Walter, Elaine (Sandra Bullock). Después de este incidente ambos amigos se verán obligados a evaluarse el uno al otro y tratar de conocerse de nuevo.

## Recepción crítica y comercial
Según la página de Internet Rotten Tomatoes recibió un 60% de comentarios positivos.
Destacar el comentario de Roger Ebert:

"La película es esencialemente sobre la observación de la conducta. Al igual que en algunos de los cuentos de Hemigway la acción real está implícita. Los personajes hablan poco y sentimos que los problemas más grandes están debajo de su alegría."
Roger Ebert,crítico de cine.

Estrenada en 47 salas de Estados Unidos, recaudó únicamente 278.720 dólares. Se desconoce cuáles fueron las recaudaciones internacionales y el presupuesto.

## Localización
Wrestling Ernest Hemingway se rodó en diversas localizaciones de Estados Unidos, Hollywood Beach California; Lake Worth, Florida y John U. Lloyd Beach State Park, Florida.

## Trivia
- Como curiosidad mencionar que los principales intérpretes de la película han ganado o han sido nominados a un Óscar. Robert Duvall lo ganó en 1984 por Tender Mercies (1983), Shirley MacLaine lo ganó también en 1984 por Terms of Endearment (1983), Sandra Bullock lo ganó en 2010 por The Blind Side (2009) y Richard Harris fue candidato en 1964 y 1991.[5][6][7][8]